# Judit Elek

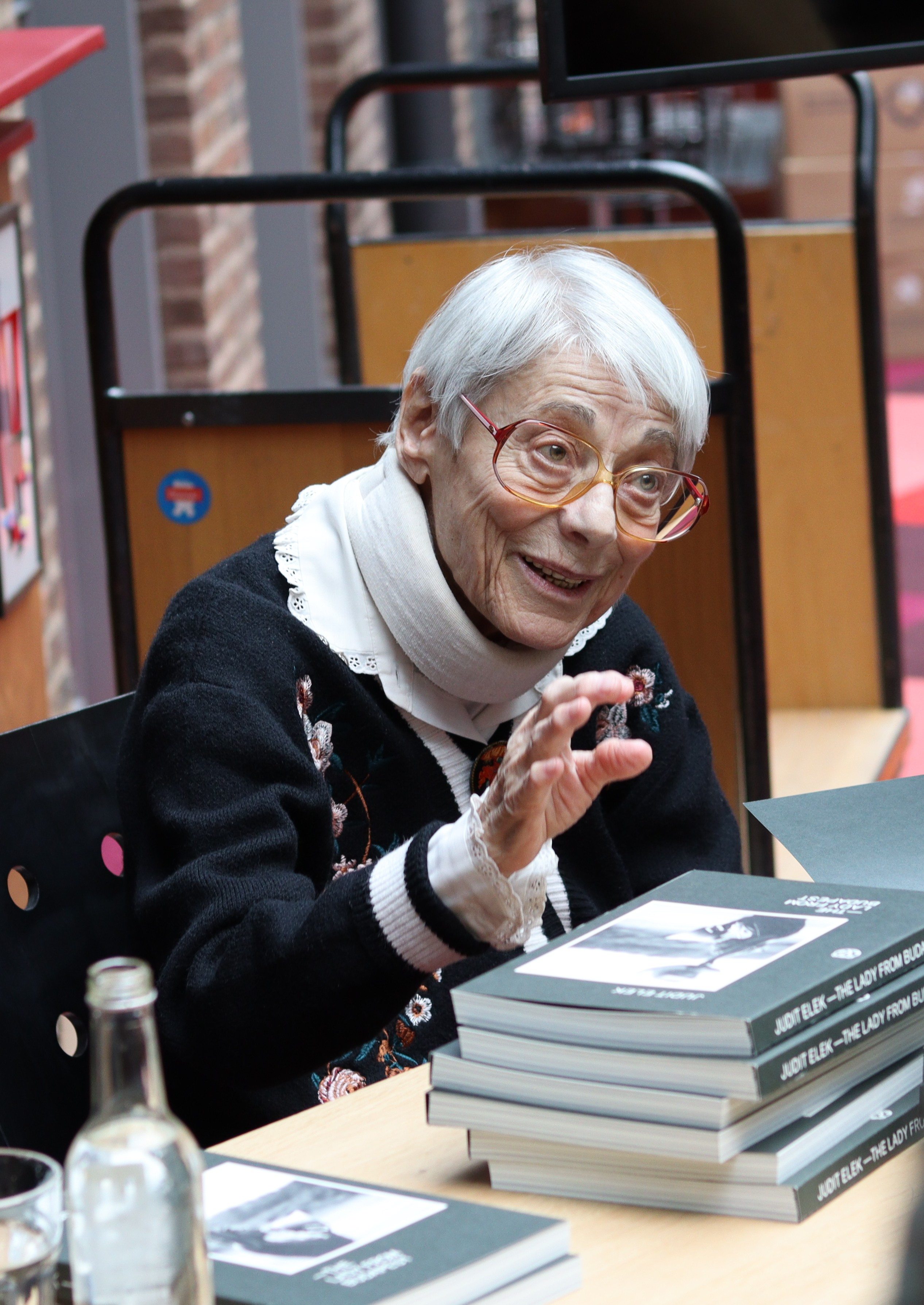
Judit Elek (2023)

Judit Elek (anhörenⓘ; * 10. November 1937 in Budapest) ist eine ungarische Drehbuchautorin und Regisseurin.

## Leben
Die Absolventin der Hochschule für Schauspiel und Film in Budapest war zunächst vor allem als Dokumentarfilmerin tätig. Ab den 1970er-Jahren erhielt sie zunehmend Gelegenheit, auch Spielfilme zu gestalten. Diese befassen sich vielfach mit jüdischen Themen und solchen des Antisemitismus. Ihr bekanntester Film (1989) (Tutajosok, englisch: Memories of a River) behandelt den Ritualmordprozess der Affäre von Tiszaeszlár, der 1882/83 zum Ausgangspunkt einer Welle antisemitischer Propaganda in Ungarn wurde. Elek ist Trägerin des Béla-Balázs-Preises und anderer hoher Auszeichnungen.